# Nephelemorpha semaphora
Nephelemorpha semaphora är en fjärilsart som beskrevs av George Francis Hampson 1926. Nephelemorpha semaphora ingår i släktet Nephelemorpha och familjen nattflyn. Inga underarter finns listade i Catalogue of Life.